# Esterházy Mária Anna
Galántai gróf Esterházy Mária Anna (Bécs, 1739. február 27. – Bécs, 1820. március 25.) Grassalkovich Antal felesége.

## Élete
Bécsben élte szinte egész életét. Ott született galánthai gróf Esterházy Miklós József és Weissenwolff Mária Erzsébet grófnő negyedik gyermekeként. Ott élt későbbi férje, majd együtt is ott éltek, s itt is halt meg. 1758. május 21-én szintén Bécsben ment hozzá Grassalkovich Antal herceghez, kitől több gyermeke is született. Ő volt az, aki próbálta férje esztelen jótékonyságát féken tartani több-kevesebb sikerrel. A máriabesnyői kriptában van eltemetve férje mellett.

## Gyermekei
- Antal? (1759?-1766?)
- Mária Anna (1760-1815)
- Terézia (1761-?)
- Ottília (1764-1810)
- János (1765-?)
- Erzsébet (1767-1823)
- Miklós (1768-?)
- Antal (1771-1841)